# Saison 1950-1951 de l'Associação Académica de Coimbra
 (octobre 2019).
Maillots
Dernière mise à jour : 27 octobre 2019.
Chronologie
Saison précédente Saison suivante
Cet article traite de la saison 1950-1951 de l'Académica de Coimbra.
16e saison en championnat du Portugal de I Divisão, l'Académica termine 9e. 
En coupe, l'Académica arrive en finale où elle est opposée au SL Benfica, qui remporte la coupe par 5 buts à 1.
Le hongrois, Dezső Gencsy, est à nouveau à la tête des étudiants, jusqu'au mois de novembre, date à laquelle il rejoint le FC Porto. L'entraîneur qui va diriger les "étudiants" durant le reste de la saison, est l'argentin Oscar Tellechea, qui a joué en France au sein des clubs du Football Club Sochaux-Montbéliard, de l'Union Sportive de Colmar et du Football Club de Metz à la fin des années 1930.

## Avant-saison

### Mercato
L'Académica de Coïmbra, comme à son habitude ne recrute pas beaucoup durant l'inter saison, car le club est exclusivement composé d'étudiants et peu d'entre eux ont un véritable statut de professionnel.   
À la fin de la saison passée, Brás met un terme à sa carrière. Un des grands noms du club et un de ses meilleurs buteurs, Pacheco Nobre, quitte les étudiants pour rejoindre le Sporting CP. 
Le « gros » transfert du club est celui du portugais venant du Benfica, Gil.
On doit noter l'arrivée chez les séniors du futur grand Mário Torres.
| Transferts      |             |                 |         |                        |           |
| Nom             | Nationalité | Transfert       | Montant | Provenance/Destination | Division  |
| Arrivées        |             |                 |         |                        |           |
| Gil             | Portugal    | Transfert       | inconnu | SL Benfica             | I Divisão |
| Mário Torres    | Portugal    | Transfert       | inconnu | formé au club          | Juniors   |
| Diógenes        | Angola      | Transfert       | inconnu | CF Belenenses          | I Divisão |
| Garnacho        | Portugal    | Transfert       | inconnu | CF Belenenses          | I Divisão |
| Jorge Santos    | Portugal    | Transfert       | inconnu | formé au club          | Juniors   |
| Ulisses         | Portugal    | Transfert       | inconnu | formé au club          | Juniors   |
| Portugal        | Portugal    | Transfert       | inconnu | formé au club          | Juniors   |
| Départs         |             |                 |         |                        |           |
| Curado          | Portugal    | Transfert       | inconnu | Boavista FC            | I Divisão |
| Brás            | Portugal    | Fin de carrière | -       | -                      | -         |
| Garção          | Portugal    | Transfert       | inconnu | SC Braga               | I Divisão |
| António Castela | Portugal    | Transfert       | inconnu | CF Belenenses          | I Divisão |
| Pacheco Nobre   | Portugal    | Transfert       | inconnu | Sporting CP            | I Divisão |
| Serra Coelho    | Portugal    | Transfert       | inconnu | Sporting CP            | I Divisão |

## Effectif
Effectif des joueurs de l'Académica de Coimbra lors de la saison 1950-1951.

## Les rencontres de la saison

### Campeonato Nacional da I Divisão
L'Académica réalise une première partie de championnat honorable ne subissant aucune défaite à domicile. Ce qui lui permet d'être 6e à mi- championnat.
Lors de la seconde partie du championnat, les hommes d'Oscar Tellechea, ne remportent que 4 matches. Ils terminent la saison à la 9e place.
| Date              | Journée | Adversaire        | Lieu | Score | Buteurs de l'AAC                                       | Class. | Public |
| ----------------- | ------- | ----------------- | ---- | ----- | ------------------------------------------------------ | ------ | ------ |
| 17 septembre 1950 | J01     | Oriental          | Dom. | 5 - 0 | Bentes 28e, 60e et 89e, Casimiro 30e csc et Duarte 79e | 1re    | n.c    |
| 25 septembre 1950 | J02     | Sporting CP       | Ext. | 7 - 0 | -                                                      | 9e     | n.c.   |
| 1 octobre 1950    | J03     | CF Belenenses     | Dom. | 2 - 0 | Duarte 27e et Pinho 28e                                | 4e     | n.c    |
| 8 octobre 1950    | J04     | Atlético CP       | Ext. | 6 - 1 | Duarte 52e                                             | 8e     | n.c    |
| 15 octobre 1950   | J05     | GD Estoril Praia  | Dom. | 4 - 1 | Duarte 26e et 36e, Bentes 44e et Macedo 83e            | 4e     | n.c    |
| 22 octobre 1950   | J06     | SC Braga          | Ext. | 3 - 1 | Bentes 85e                                             | 8e     | n.c    |
| 29 octobre 1950   | J07     | Vitoria Guimarães | Dom. | 3 - 2 | Macedo 24e, Bentes 29e et Azeredo 89e                  | 4e     | n.c    |
| 5 novembre 1950   | J08     | FC Porto          | Ext. | 1 - 1 | Macedo 4e                                              | 5e     | n.c.   |
| 12 novembre 1950  | J09     | Boavista FC       | Dom. | 3 - 2 | Macedo 8e, Duarte 28e et Bentes 86e                    | 4e     | n.c    |
| 19 novembre 1950  | J10     | SC Covilhã        | Ext. | 3 - 1 | Nana 44e                                               | 4e     | n.c    |
| 26 novembre 1950  | J11     | SC Olhanense      | Dom. | 4 - 1 | Macedo 7e et 90e et Gil 31e et 76e                     | 3e     | n.c    |
| 3 décembre 1950   | J12     | Vitória Setúbal   | Dom. | 1 - 1 | Macedo 25e                                             | 3e     | n.c    |
| 10 décembre 1950  | J13     | SL Benfica        | Ext. | 3 - 2 | Macedo 25e et Bentes 89e                               | 6e     | n.c    |
| 17 décembre 1950  | J14     | Oriental          | Ext. | 3 - 1 | Macedo 61e                                             | 7e     | n.c    |
| 31 décembre 1950  | J15     | Sporting CP       | Dom. | 1 - 3 | Bentes 44e                                             | 7e     | n.c.   |
| 7 mars 1948       | J16     | CF Belenenses     | Ext. | 0 - 0 | -                                                      | 8e     | n.c    |
| 14 janvier 1951   | J17     | Atlético CP       | Dom. | 1 - 4 | Bentes 44e                                             | 10e    | n.c    |
| 21 janvier 1951   | J18     | GD Estoril Praia  | Ext. | 0 - 1 | Garnacho 38e                                           | 7e     | n.c    |
| 28 janvier 1951   | J19     | SC Braga          | Dom. | 0 - 0 | -                                                      | 7e     | n.c    |
| 4 février 1951    | J20     | Vitoria Guimarães | Ext. | 0 - 2 | Gil 13e et Jorge Santos 55e                            | 7e     | n.c    |
| 11 février 1951   | J21     | FC Porto          | Dom. | 1 - 0 | Duarte 61e                                             | 5e     | n.c.   |
| 18 février 1951   | J22     | Boavista FC       | Ext. | 5 - 0 | -                                                      | 7e     | n.c    |
| 25 février 1951   | J23     | SC Covilhã        | Dom. | 5 - 1 | Gil 30e, 36e et 45e, Macedo 57e et Duarte 75e          | 6e     | n.c    |
| 4 mars 1951       | J24     | SC Olhanense      | Ext. | 3 - 0 | -                                                      | 7e     | n.c    |
| 11 mars 1951      | J25     | Vitória Setúbal   | Ext. | 1 - 0 | -                                                      | 7e     | n.c    |
| 18 mars 1951      | J26     | SL Benfica        | Dom. | 0 - 3 | -                                                      | 9e     | n.c    |

Légende
Dom. = à domicile; Ext. = à l'extérieur; Class. = classement

### Taça de Portugal
| Date          | Tour   | Adversaire        | Lieu                                     | Score | Buteurs de l'AAC                  | Public |
| ------------- | ------ | ----------------- | ---------------------------------------- | ----- | --------------------------------- | ------ |
| 4 avril 1951  | 1/16e  | Oriental          | Ext.                                     | 2 - 3 | Macedo 37e, Gil 52e et Bentes 70e | n.c.   |
| 15 avril 1951 | 1/8e   | Oriental          | Dom.                                     | 3 - 3 | Duarte 6e et Macedo 42e et 72e    | n.c.   |
| 22 avril 1951 | 1/4    | Vitoria Guimarães | Dom.                                     | 3 - 1 | Duarte 40e et 44e et Macedo 71e   | n.c.   |
| 29 avril 1951 | 1/4    | Vitoria Guimarães | Ext.                                     | 0 - 0 | -                                 | n.c.   |
| 27 mai 1951   | 1/2    | CF Belenenses     | Ext.                                     | 3 - 3 | Duarte 13e et 63e et Macedo 71e   | n.c.   |
| 3 juin 1951   | 1/2    | CF Belenenses     | Dom.                                     | 3 - 0 | Duarte 15e et 48e et Gil 72e      | n.c.   |
| 10 juin 1951  | Finale | SL Benfica        | Neutre Estádio Nacional do Jamor, Oeiras | 5 - 1 | Macedo 1re                        | n.c.   |

Légende
Dom. = à domicile; Ext. = à l'extérieur

#### Finale
| ·            |                    |  |
| Titulaires : |                    |  |
|              |                    |  |
| 1            | José Bastos        |  |
| 2            | Artur Santos       |  |
| 3            | Joachim Fernandes  |  |
| 4            | Félix Antunes      |  |
| 5            | Francisco Moreira  |  |
| 6            | José Rosário       |  |
| 7            | Francisco Ferreira |  |
| 8            | Rogério Pipi       |  |
| 9            | Corona             |  |
| 10           | José Águas         |  |
| 11           | Arsénio Duarte     |  |
|              |                    |  |
| Entraîneur : |                    |  |
| Ted Smith    |                    |  |

| ·               |                |  |
| Titulaires :    |                |  |
|                 |                |  |
| 1               | Manuel Capela  |  |
| 2               | José Miguel    |  |
| 3               | Melo           |  |
| 4               | Branco         |  |
| 5               | - Mário Torres |  |
| 6               | Azeredo        |  |
| 7               | Bentes         |  |
| 8               | Duarte         |  |
| 9               | Gil            |  |
| 10              | Macedo         |  |
| 11              | Nana           |  |
|                 |                |  |
| Entraîneur :    |                |  |
| Oscar Tellechea |                |  |

| ·            |                    |  |
| Titulaires : |                    |  |
|              |                    |  |
| 1            | José Bastos        |  |
| 2            | Artur Santos       |  |
| 3            | Joachim Fernandes  |  |
| 4            | Félix Antunes      |  |
| 5            | Francisco Moreira  |  |
| 6            | José Rosário       |  |
| 7            | Francisco Ferreira |  |
| 8            | Rogério Pipi       |  |
| 9            | Corona             |  |
| 10           | José Águas         |  |
| 11           | Arsénio Duarte     |  |
|              |                    |  |
| Entraîneur : |                    |  |
| Ted Smith    |                    |  |

| ·               |                |  |
| Titulaires :    |                |  |
|                 |                |  |
| 1               | Manuel Capela  |  |
| 2               | José Miguel    |  |
| 3               | Melo           |  |
| 4               | Branco         |  |
| 5               | - Mário Torres |  |
| 6               | Azeredo        |  |
| 7               | Bentes         |  |
| 8               | Duarte         |  |
| 9               | Gil            |  |
| 10              | Macedo         |  |
| 11              | Nana           |  |
|                 |                |  |
| Entraîneur :    |                |  |
| Oscar Tellechea |                |  |

## Statistiques

### Statistiques collectives
| Compétition      | Débute au tour | Place ou tour final | Matches joués | Gagnés | Nuls | Perdus | Buts pour | Buts contre | Différence |
| I Divisão        | 1re Journée    | 9e                  | 26            | 10     | 4    | 12     | 40        | 53          | -13        |
| Taça de Portugal | 1/16e          | Finaliste           | 7             | 3      | 3    | 1      | 16        | 14          | +2         |
| Total            | -              | -                   | 33            | 13     | 7    | 13     | 56        | 67          | -11        |

### Statistiques individuelles
Bentes est le seul Totalista de cette saison, il participe à l'ensemble des rencontres de première division et à l'ensemble de l'épopée en coupe du Portugal.
- Ce tableau récapitule l'ensemble des statistiques des joueurs dans les différentes compétitions disputées lors de la saison 1950-51 (hors matches amicaux).

| Nat. | Nom              | Campeonato Nacional da I Divisão | Campeonato Nacional da I Divisão | Campeonato Nacional da I Divisão | Campeonato Nacional da I Divisão | Taça de Portugal | Taça de Portugal | Taça de Portugal | Taça de Portugal | Total | Total       | Total  | Total        |
| Nat. | Nom              | M.j.                             | But inscrit                      | Averti                           | Carton rouge                     | M.j.             | But inscrit      | Averti           | Carton rouge     | M.j.  | But inscrit | Averti | Carton rouge |
|      | Bentes           | 26                               | 10                               | -                                | -                                | 7                | 1                | -                | -                | 33    | 11          | -      | -            |
|      | Macedo           | 25                               | 10                               | 0                                | 0                                | 7                | 6                | 0                | 0                | 32    | 16          | 0      | 0            |
|      | Manuel Capela    | 25                               | 0                                | -                                | -                                | 7                | 0                | -                | -                | 32    | 0           | -      | -            |
|      | Melo             | 26                               | 0                                | -                                | -                                | 5                | 0                | -                | -                | 31    | 0           | -      | -            |
|      | Branco           | 24                               | 0                                | -                                | -                                | 7                | 0                | -                | -                | 31    | 0           | -      | -            |
|      | Duarte           | 23                               | 8                                | 0                                | 0                                | 7                | 7                | 0                | 0                | 30    | 15          | 0      | 0            |
|      | Azeredo          | 22                               | 1                                | -                                | -                                | 7                | 0                | -                | -                | 29    | 1           | -      | -            |
|      | Gil              | 20                               | 6                                | -                                | -                                | 7                | 2                | -                | -                | 27    | 8           | -      | -            |
| -    | Eduardo Santos   | 21                               | 0                                | -                                | -                                | 5                | 0                | -                | -                | 26    | 0           | -      | -            |
| -    | Mário Torres     | 17                               | 0                                | -                                | -                                | 7                | 0                | -                | -                | 24    | 0           | -      | -            |
|      | Nana             | 15                               | 1                                | 0                                | 0                                | 7                | 0                | 0                | 0                | 22    | 1           | 0      | 0            |
|      | José Miguel      | 9                                | 0                                | -                                | -                                | 4                | 0                | -                | -                | 13    | 0           | -      | -            |
|      | Neves            | 7                                | 0                                | -                                | -                                | 0                | 0                | -                | -                | 7     | 0           | -      | -            |
|      | Ulisses Oliveira | 6                                | 0                                | -                                | -                                | 0                | 0                | -                | -                | 6     | 0           | -      | -            |
| -    | Garnacho         | 4                                | 1                                | 0                                | 0                                | 0                | 0                | 0                | 0                | 4     | 1           | 0      | 0            |
|      | Diogo            | 4                                | 0                                | -                                | -                                | 0                | 0                | -                | -                | 4     | 0           | -      | -            |
| -    | Diógenes         | 4                                | 0                                | -                                | -                                | 0                | 0                | -                | -                | 4     | 0           | -      | -            |
|      | Jorge Santos     | 3                                | 1                                | 0                                | 0                                | 0                | 0                | 0                | 0                | 3     | 1           | 0      | 0            |
|      | Pinho            | 2                                | 1                                | 0                                | 0                                | 0                | 0                | 0                | 0                | 2     | 1           | 0      | 0            |
|      | Portugal         | 2                                | 0                                | -                                | -                                | 0                | 0                | -                | -                | 2     | 0           | -      | -            |
|      | Prates           | 1                                | 0                                | -                                | -                                | 0                | 0                | -                | -                | 1     | 0           | -      | -            |
|      | Tito             | 0                                | 0                                | -                                | -                                | 0                | 0                | -                | -                | 0     | 0           | -      | -            |

Légende
Nat. = nationalité; M.j. = match(s) joué(s)

### Statistiques buteurs
C'est à nouveau Macedo qui est cette saison est le meilleur buteur de l'Académica. C'est grâce à son but marqué lors de la finale, qu'il se démarque de Duarte. Ayant tous les deux, une moyenne d'un but tous les deux matches.
Ce tableau récapitule l'ensemble des statistiques des buteurs dans les différentes compétitions nationales, disputées lors de la saison.
| Place   | Nom          | Campeonato Nacional da I Divisão | Taça de Portugal | TOTAL des BUTS |
| 1       | Macedo       | 10 buts                          | 6 buts           | 16 buts        |
| 2       | Duarte       | 8 buts                           | 7 buts           | 15 buts        |
| 3       | Bentes       | 10 buts                          | 1 but            | 11 buts        |
| 4       | Gil          | 6 buts                           | 2 buts           | 8 buts         |
| 5       | Azeredo      | 1 but                            | 0 but            | 1 but          |
| 5       | Nana         | 1 but                            | 0 but            | 1 but          |
| 5       | Garnacho     | 1 but                            | 0 but            | 1 but          |
| 5       | Jorge Santos | 1 but                            | 0 but            | 1 but          |
| 5       | Pinho        | 1 but                            | 0 but            | 1 but          |
| 10      | Csc          | 1 but                            | 0 but            | 1 but          |
| Détails | 9 buteurs    | 40 buts                          | 16 buts          | 56 BUTS        |